# Буров, Валерий Васильевич
Валерий Васильевич Буров (15 июня 1942) — советский футболист, нападающий, тренер.
В 1962 году перешёл из «Терека» в ростовский СКА, за который отыграл девять сезонов. В высшей лиге сыграл 175 матчей, забил 30 голов. Дебютировал 11 июня 1962 в гостевом матче против московского «Локомотива» (0:3), следующие два матча провёл в июле 1963, в следующем сезоне сыграл уже 15 матчей, забил два гола. Серебряный призёр чемпионата 1966.
Завершил карьеру в 1971 году в команде второй лиги «Торпедо» Таганрог.
Обладал незаурядной техникой, уникальным голевым чутьём. Часто забивал решающие мячи в важных поединках, например открыл счёт в «серебряном» матче против московского «Торпедо» 17 ноября 1966.
Работал тренером и (1996) и главным тренером (1997) в дубле «Ростсельмаша». В 1997—2001 — тренер в «Ростсельмаше».
Стал заниматься общественно-полезной деятельностью в общественной организации «Ветераны Донского футбола», наставник молодёжи, участник ветеранского движения.